# Université ibéro-américaine
L'université ibéro-américaine (en espagnol : Universidad Iberoamericana, UIA ou Ibero) est une institution privée d'enseignement supérieur située à Mexico, la capitale du Mexique.
C'est une université confiée à la Compagnie de Jésus.

## Élèves
- Liliana Porter
- David Miklos (1970-) écrivain et professeur mexicain.

## Source
- (en) Cet article est partiellement ou en totalité issu de l’article de Wikipédia en anglais intitulé « Universidad Iberoamericana » (voir la liste des auteurs).